# Portiva
Portiva a.s. je investiční skupina, která vznikla v červnu 2018 konsolidací aktiv a majetkových podílů akcionářů skupiny v oblasti energetiky a realit. Historie skupiny sahá do roku 1995, kdy byla založena společnost ELDACO a.s., která nyní se svými 14 větrnými a fotovoltaickými elektrárnami tvoří energetickou divizi holdingu. PORTIVA se kromě obnovitelných zdrojů orientuje také na nemovitostní projekty a investice do výrobních i technologických společností. 
Objem aktiv pod správou skupiny činil k 31.12.2018 2,3 mld. Kč. Souhrnný zisk EBITDA společností sdružených ve skupině dosáhl v témže roce 306 mil. Kč, čistý zisk po zdanění činil 166 mil. Kč.